# AirBC Trophy
AirBC Trophy je hokejová trofej udělovaná každoročně nejužitečnějšímu hráči v playoff juniorské ligy Western Hockey League.

## Držitelé AirBC Trophy
| Sezóna  | Hráč              | Tým                   |
| ------- | ----------------- | --------------------- |
| 2017/18 | Glenn Gawdin      | Swift Current Broncos |
| 2016/17 | Mathew Barzal     | Seattle Thunderbirds  |
| 2015/16 | Nolan Patrick     | Brandon Wheat Kings   |
| 2014/15 | Leon Draisaitl    | Kelowna Rockets       |
| 2013/14 | Griffin Reinhart  | Edmonton Oil Kings    |
| 2012/13 | Ty Rattie         | Portland Winterhawks  |
| 2011/12 | Laurent Brossoit  | Edmonton Oil Kings    |
| 2010/11 | Nathan Lieuwen    | Kootenay Ice          |
| 2009/10 | Martin Jones      | Calgary Hitmen        |
| 2008/09 | Tyler Myers       | Kelowna Rockets       |
| 2007/08 | Tyler Johnson     | Spokane Chiefs        |
| 2006/07 | Matt Keetley      | Medicine Hat Tigers   |
| 2005/06 | Gilbert Brulé     | Vancouver Giants      |
| 2004/05 | Shea Weber        | Kelowna Rockets       |
| 2003/04 | Kevin Nastiuk     | Medicine Hat Tigers   |
| 2002/03 | Jesse Schultz     | Kelowna Rockets       |
| 2001/02 | Duncan Milroy     | Kootenay Ice          |
| 2000/01 | Shane Bendera     | Red Deer Rebels       |
| 1999/00 | Dan Blackburn     | Kootenay Ice          |
| 1998/99 | Brad Moran        | Calgary Hitmen        |
| 1997/98 | Brent Belecki     | Portland Winter Hawks |
| 1996/97 | Blaine Russell    | Lethbridge Hurricanes |
| 1995/96 | Bobby Brown       | Brandon Wheat Kings   |
| 1994/95 | Nolan Baumgartner | Kamloops Blazers      |
| 1993/94 | Steve Passmore    | Kamloops Blazers      |
| 1992/93 | Andrew Schneider  | Swift Current Broncos |
| 1991/92 | Jarrett Deuling   | Kamloops Blazers      |